# Eragrostis contrerasii
Eragrostis contrerasii är en gräsart som beskrevs av Richard Walter Pohl. Eragrostis contrerasii ingår i släktet kärleksgrässläktet, och familjen gräs. Inga underarter finns listade i Catalogue of Life.